# 魏尔斯特拉斯-恩内佩尔曲面
在微分几何中，魏尔斯特拉斯-恩内佩尔参数化（WE曲面、魏恩曲面、Weierstrauss-Enneper surfaces）是二维极小曲面的参数化。
它以恩内佩尔（Enneper）和魏尔斯特拉斯的名字命名。他们在1863年发现了这个参数化。

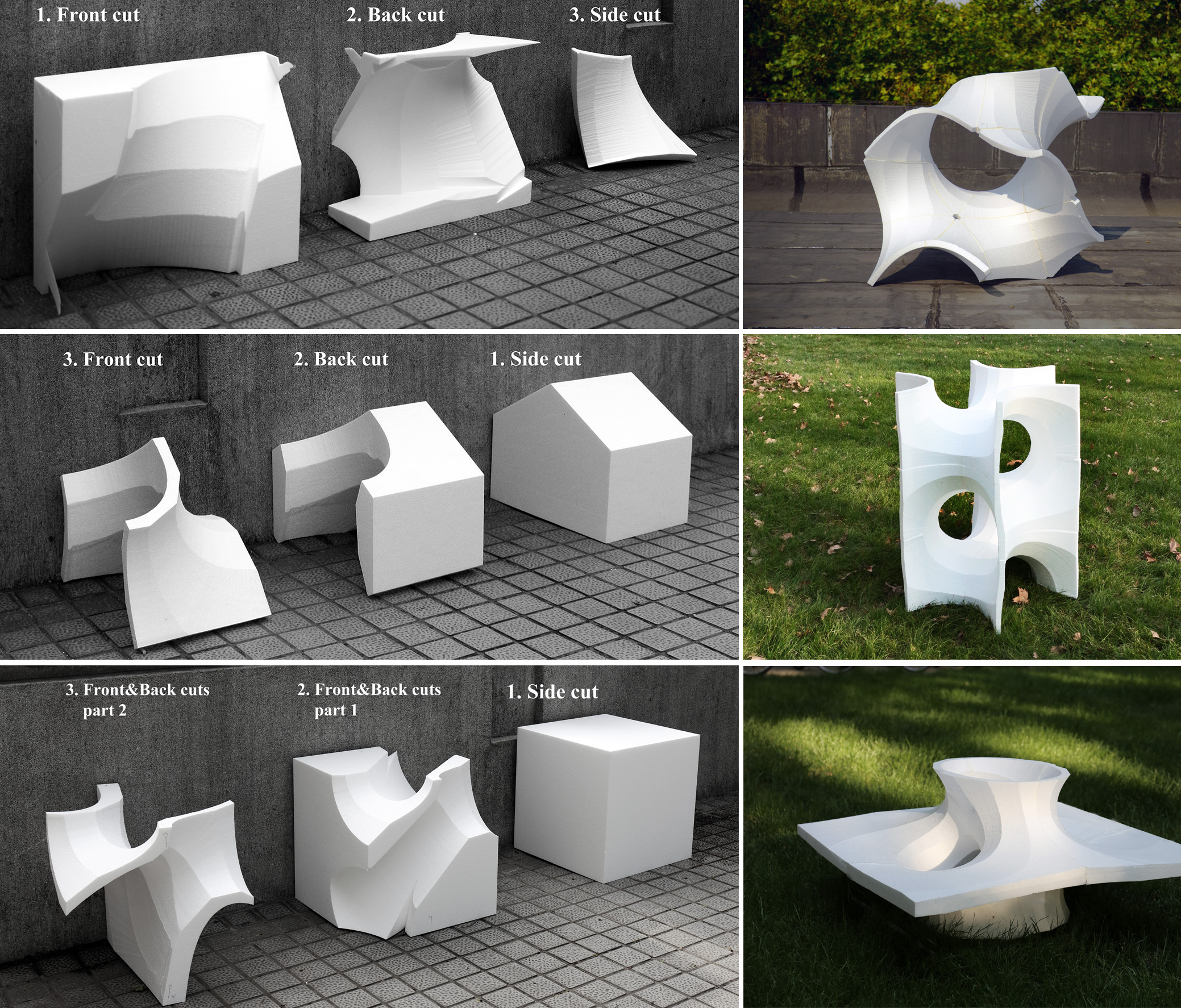
3D打印的魏恩曲面

设 f 是解析函数、g 是亚纯函数、fg2 是 全纯函数、c1, c2, c3 是常数。若(x1,x2,x3)是曲面M的坐标以及
{\displaystyle {\begin{aligned}x_{k}(\zeta )&{}=Re\left\{\int _{0}^{\zeta }\varphi _{k}(z)\,dz\right\}+c_{k},\qquad k=1,2,3\\\varphi _{1}&{}=f(1-g^{2})/2\\\varphi _{2}&{}=if(1+g^{2})/2\\\varphi _{3}&{}=fg\end{aligned}}}
则M是极小流形。逆命题也是事实：若曲面M有上面的参数化，则M是极小的。

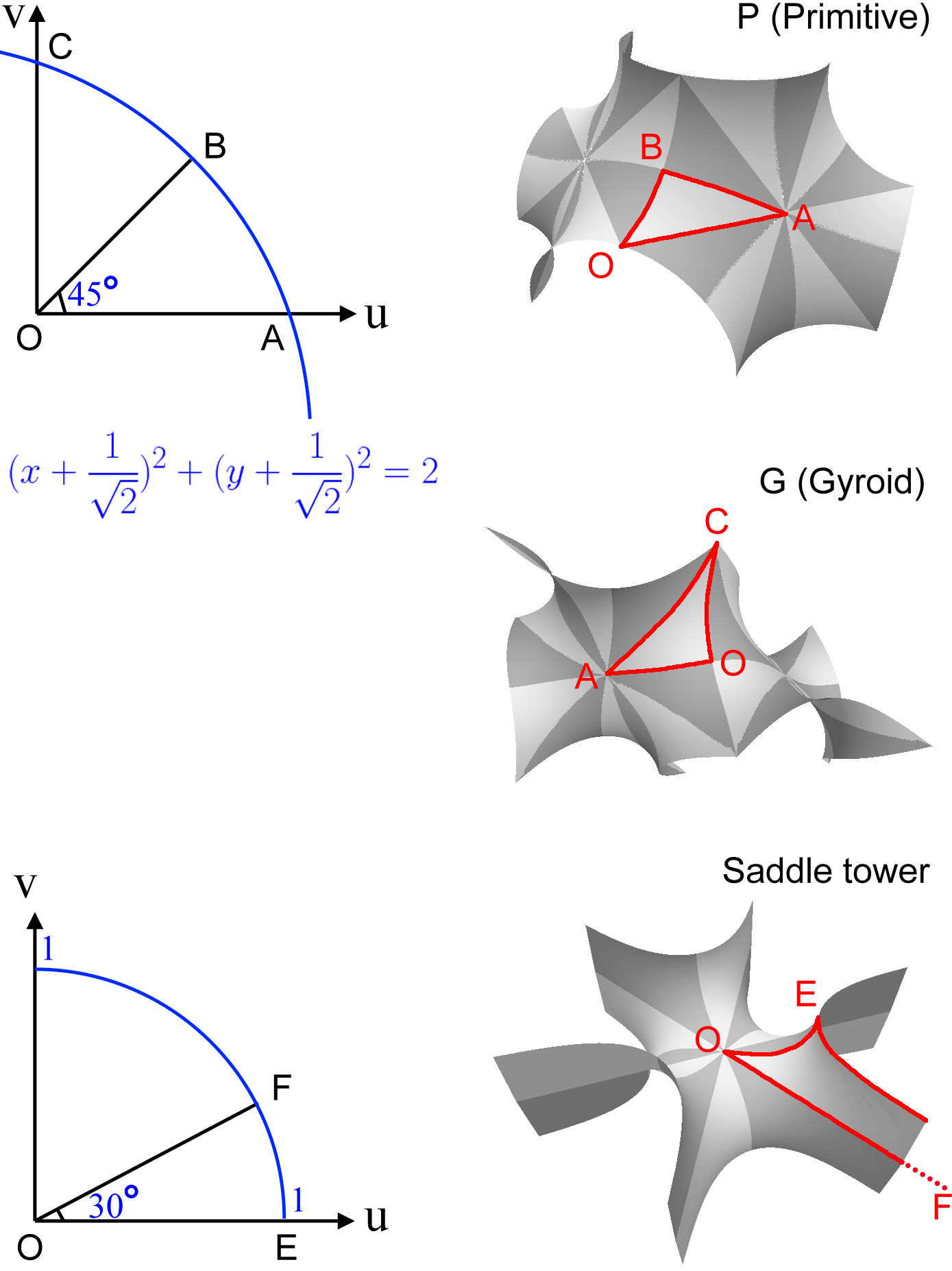
粒子

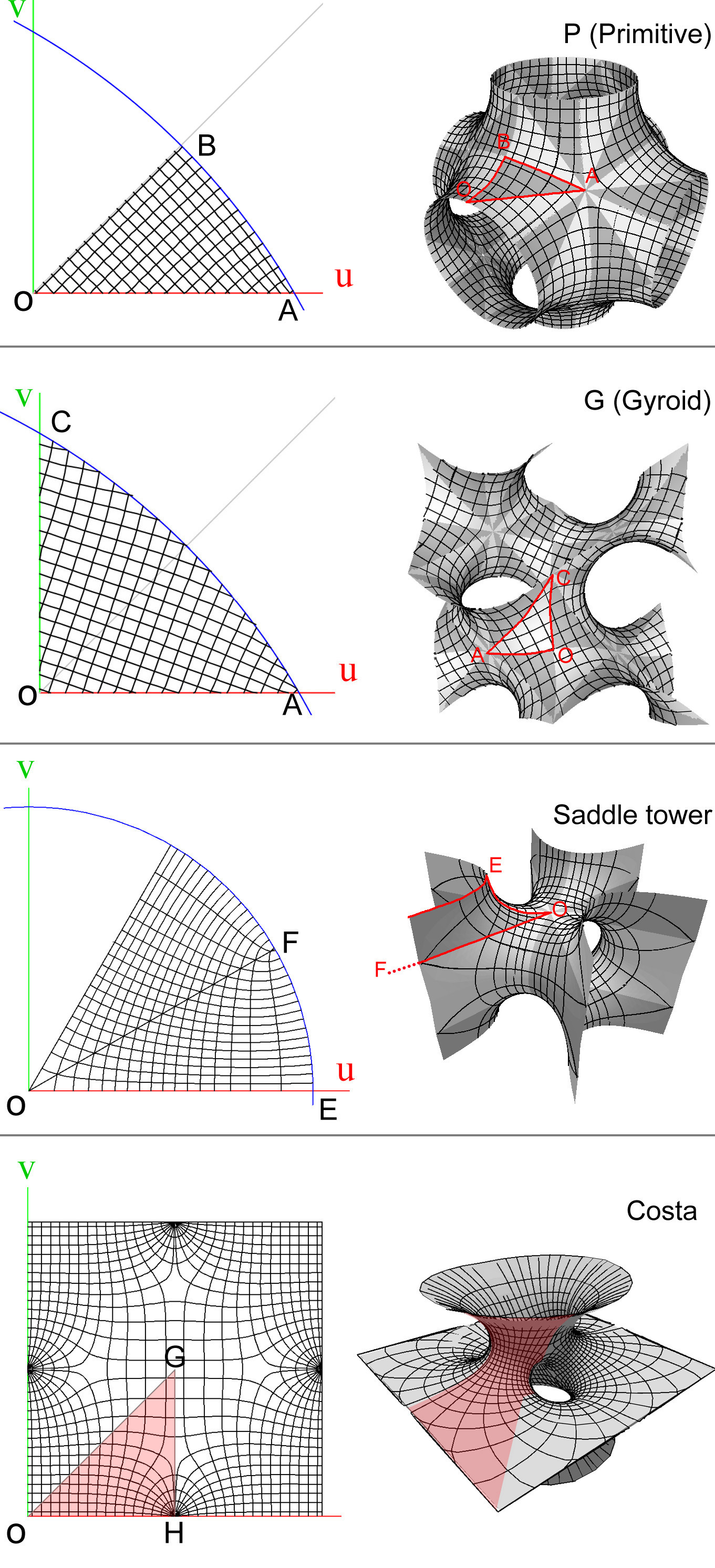
曲率线

比方说，恩内佩尔曲面具有 {\displaystyle f(z)=1,\ g(z)=z^{m}}。
Costa曲面使用魏爾斯特拉斯橢圓函數。
{\displaystyle g(\omega )={\frac {A}{\wp '(\omega )}}}
{\displaystyle f(\omega )=\wp (\omega )}